# Sabancı Holding
Sabancı Holding (Hacı Ömer Sabancı Holding) — крупный частный финансово-промышленный конгломерат Турции (второй по величине после Koç Holding), принадлежит влиятельной семье Сабанджи. Основан в 1967 году. Входит в список Forbes Global 2000, штаб-квартира расположена в Стамбуле.
По состоянию на 2013 год оборот Sabancı Holding составлял 14,6 млрд долл., активы — 98,3 млрд долл., рыночная стоимость — 12,7 млрд долл., прибыль — 1 млрд долл., в компании работало 57,4 тыс. сотрудников. Основные сферы деятельности: банковское дело, страхование, производство шин, цемента, автобусов, бумаги, текстиля, пластмассы и сигарет, энергетика, розничная торговля, туризм, гостиничное дело, информационные технологии, телекоммуникации.

## Крупнейшие активы
Sabancı Holding контролируют свыше 70 компаний, работающих в 15 странах, в которых занято 65 тыс. сотрудников. 12 дочерних компаний холдинга котируются на Стамбульской фондовой бирже. Холдинг и его дочерние компании владеют более 40 % Акбанка, второго по величине банка Турции. Sabancı Holding создал несколько совместных предприятий с крупными компаниями, включая Bridgestone, HeidelbergCement, DuPont, International Paper, Philip Morris International, Carrefour, Dia, Citigroup, Aviva, Ageas, Verbund, E.ON и Marubeni.
- Akbank — третий по величине турецкий банк, совместное предприятие с Citigroup[2].
- Aksigorta — крупная страховая компания, совместное предприятие с Ageas[3].
- AvivaSA — крупная страховая компания, совместное предприятие с Aviva[4].
- Temsa — крупный производитель автобусов и дистрибьютор спецтехники[5].
- Pegasus Airlines — крупная бюджетная авиакомпания[6].
- Enerjisa — крупная электроэнергетическая и газовая компания.
- Akçansa — крупная цементная компания, совместное предприятие с HeidelbergCement[7].
- Çimsa — крупная цементная компания[8].
- Kordsa Global — крупная химическая и текстильная компания[9].
- SASA — крупная химическая компания[10].
- Yünsa — крупная текстильная компания[11].
- Brisa — крупный производитель и дистрибьютор шин, совместное предприятие с Bridgestone[12].
- Teknosa — крупная сеть магазинов электроники[13].
- Турецкие розничные сети Carrefour и Dia.